# عزام الحصين
عزام عبد الله الحصين (بالإنجليزية: Azzam Al-Hussain)‏؛ مواليد 12 مارس 2004 في القصيم ، السعودية، هو لاعب كرة قدم سعودي يلعب في نادي النجمة.